# El Vilosell
El Vilosell és un municipi de la comarca de les Garrigues, al límit de la Conca de Barberà. Dins el terme municipal hi ha els santuaris de Sant Miquel de la Tosca i el Crucifici.

## Interès turístic

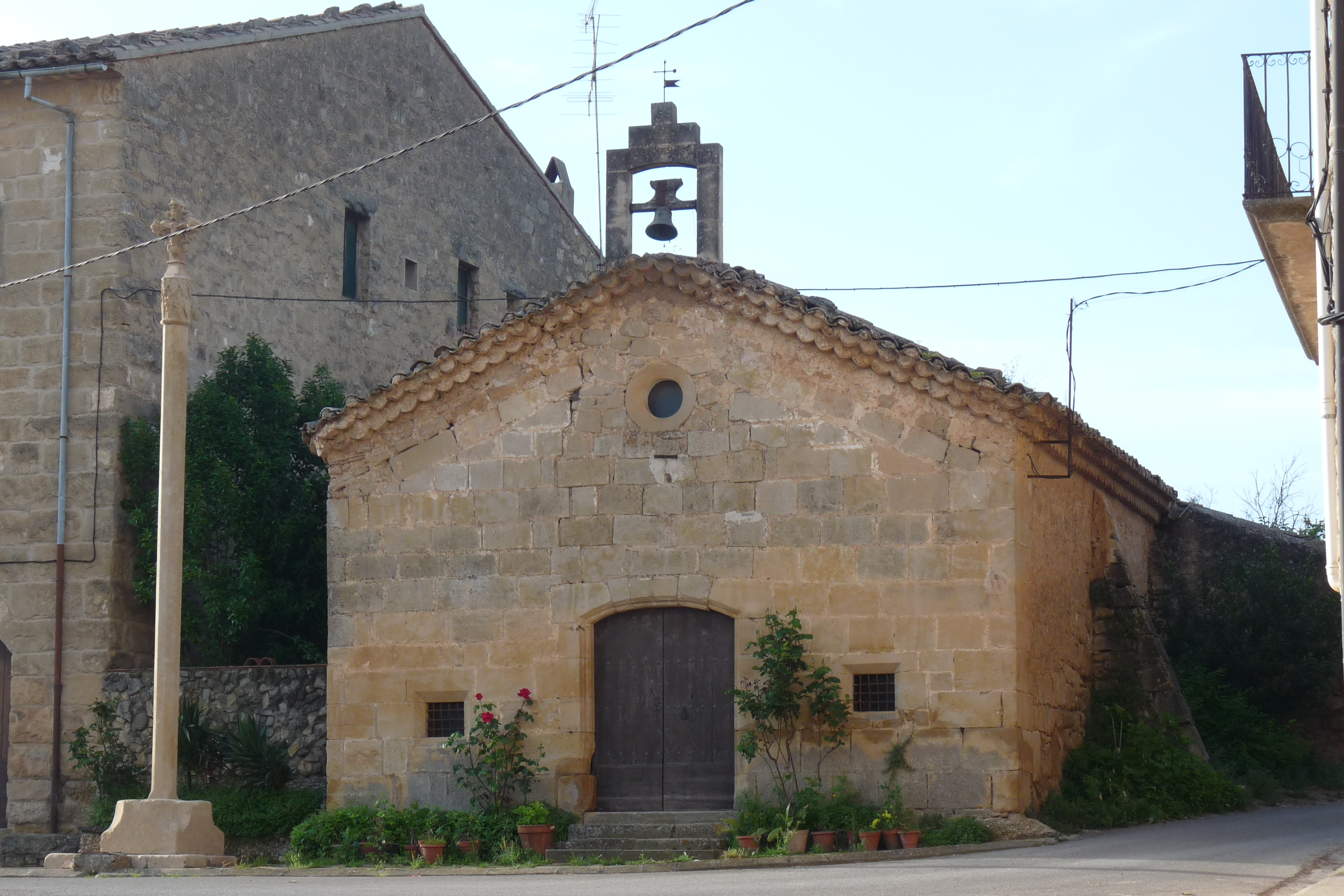
L'ermita de Sant Sebastià

El Vilosell té un gran interès turístic en ser un poble molt ben preservat, poble circular de bells carrers empedrats, antigament emmurallat i enlairat en un turó que domina sobre un extens paisatge de garriga. Situat als peus de les muntanyes de Prades, el poble disposa d'una antiga església, la Capella i la Creu monumental de Sant Sebastià, de nou allotjaments rurals, dos restaurants i un celler. El Celler Tomàs Cusiné està situat en l'antiga cooperativa a la plaça del poble i dona el nom Vilosell a un dels seus vins.
La seva situació a l'entrada de la Serra de la Llena, l'envolta d'un bell entorn natural i paisatges relaxants, de zones de cultiu de secà i vinya o zones forestals, perfecte per rutes de senderisme o bicicleta.

## Geografia
- Llista de topònims del Vilosell (Orografia: muntanyes, serres, collades, indrets..; hidrografia: rius, fonts...; edificis: cases, masies, esglésies, etc).

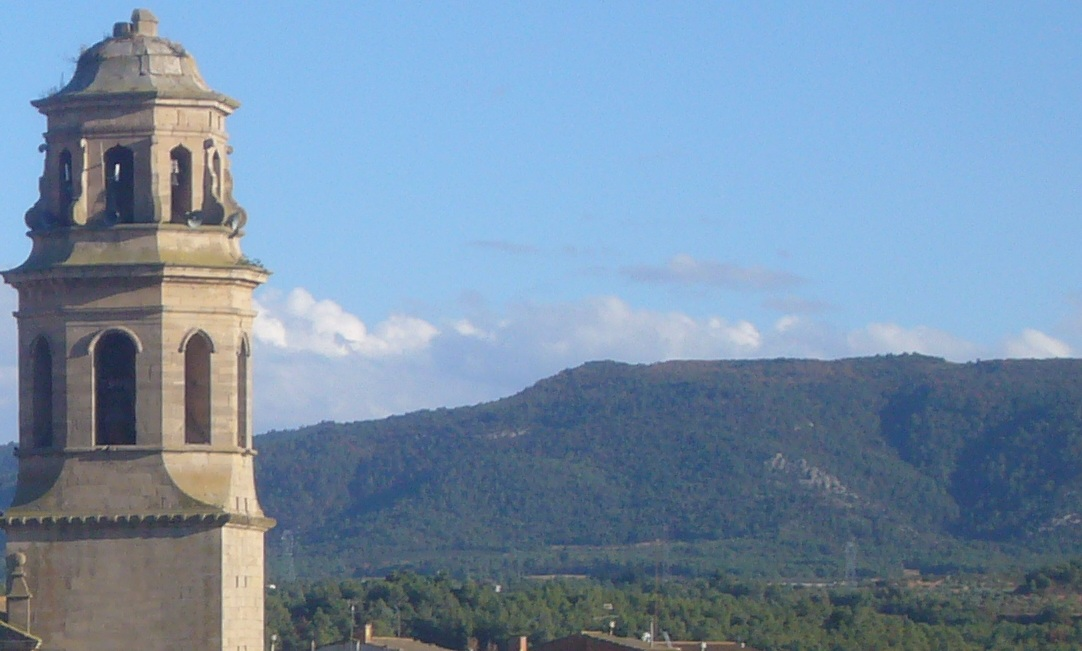
La Punta del Curull.

Destaquen diverses muntanyes com l'Anderó, de 650 metres, o la Punta de les Guàrdies, a 634 metres, amb els vèrtex geodèsics 261125001 i 259125001 respectivament. També hi ha el Tossal del Massa a 648 metres i la Tossa. Destaca especialment la Punta del Curull, de 1.022 metres, situada a la serra de la Llena, i inclosa a la llista dels 100 cims de la FEEC.

## Demografia
| 1497 f | 1515 f | 1553 f | 1717 | 1787 | 1857 | 1877 | 1887 | 1900 | 1910 |
| ------ | ------ | ------ | ---- | ---- | ---- | ---- | ---- | ---- | ---- |
| -      | -      | 56     | 130  | 580  | 699  | 700  | 734  | 627  | 728  |

| 1920 | 1930 | 1940 | 1950 | 1960 | 1970 | 1981 | 1990 | 1992 | 1994 |
| ---- | ---- | ---- | ---- | ---- | ---- | ---- | ---- | ---- | ---- |
| 705  | 668  | 531  | 482  | 367  | 286  | 225  | 206  | 206  | 206  |

| 1996 | 1998 | 2000 | 2002 | 2004 | 2006 | 2008 | 2010 | 2012 | 2014 |
| ---- | ---- | ---- | ---- | ---- | ---- | ---- | ---- | ---- | ---- |
| 201  | 195  | 197  | 194  | 242  | 202  | 203  | 200  | 197  | 188  |

| 2016 | 2018 | 2020 | 2022 | 2024 | 2026 | 2028 | 2030 | 2032 | 2034 |
| ---- | ---- | ---- | ---- | ---- | ---- | ---- | ---- | ---- | ---- |
| 185  | 168  | 173  | 195  | 194  | -    | -    | -    | -    | -    |

## Fills il·lustres
- Pere Queixal (El Vilosell, ? - Xàtiva, 1543), abat de Poblet (1526-1531).
- Joan Prenafeta i Puig (El Vilosell, 1752 - Lleida, 1833), músic i mestre de capella de la catedral de Lleida
- Josep Caixal i Estradé (El Vilosell, 1803 - Roma, 1879), bisbe de la Seu d'Urgell i copríncep d'Andorra
- Rossend Llurba i Tost (El Vilosell, 1887 - Barcelona, 1954), lletrista de cuplets i cançons, i autor de peces teatrals.
- Joan Tarragó i Balcells (Tarragona, 1914 - Briva, França, 1979), activista antifeixista català, supervivent del camp d'extermini de Mauthausen.